# Lachár
Lachár (Myrsine), česky též myrsine, je rod rostlin z čeledi prvosenkovité. Jsou to keře a stromy s jednoduchými střídavými listy a nenápadnými drobnými květy v úžlabních květenstvích. Plodem je drobná peckovice. Rod zahrnuje asi 300 druhů a je rozšířen v tropech celého světa od nížin do hor.
Hospodářský význam lachárů není velký. Některé druhy jsou využívány v medicíně (zejména lachár africký), těženy pro pevné dřevo nebo vysazovány jako okrasné dřeviny.
V minulosti byl rod Myrsine řazen do čeledi Myrsinaceae (lachárovité či myrsinovité).

## Popis
Lacháry jsou jednodomé, dvoudomé nebo polygamní stálezelené keře až nevelké stromy se střídavými jednoduchými listy bez palistů. Čepel listů je celokrajná nebo na okraji zubatá. Stromovité druhy většinou dorůstají výšky do 10 metrů, některé však mohou dosáhnout až 30 metrů (M. coriacea). Keře jsou často bohatě větvené a mají listy charakteristicky nahloučené u konců jinak bezlistých větévek. Některé druhy rostou jako epifyty. Květenství jsou úžlabní, zpravidla přisedlé nebo krátce stopkaté okolíky či svazečky, často vyrůstající ze starších větví (ramiflorie). Květy jsou čtyř nebo pětičetné, většinou jednopohlavné. Kališní i korunní lístky jsou téměř volné nebo až do poloviny srostlé. Kalich je vytrvalý. Tyčinky jsou přirostlé ke koruně, volné nebo na bázi srostlé. Semeník je svrchní a obsahuje jedinou komůrku s několika vajíčky. Plodem je drobná, kulovitá až vejcovitá, jednosemenná peckovice.

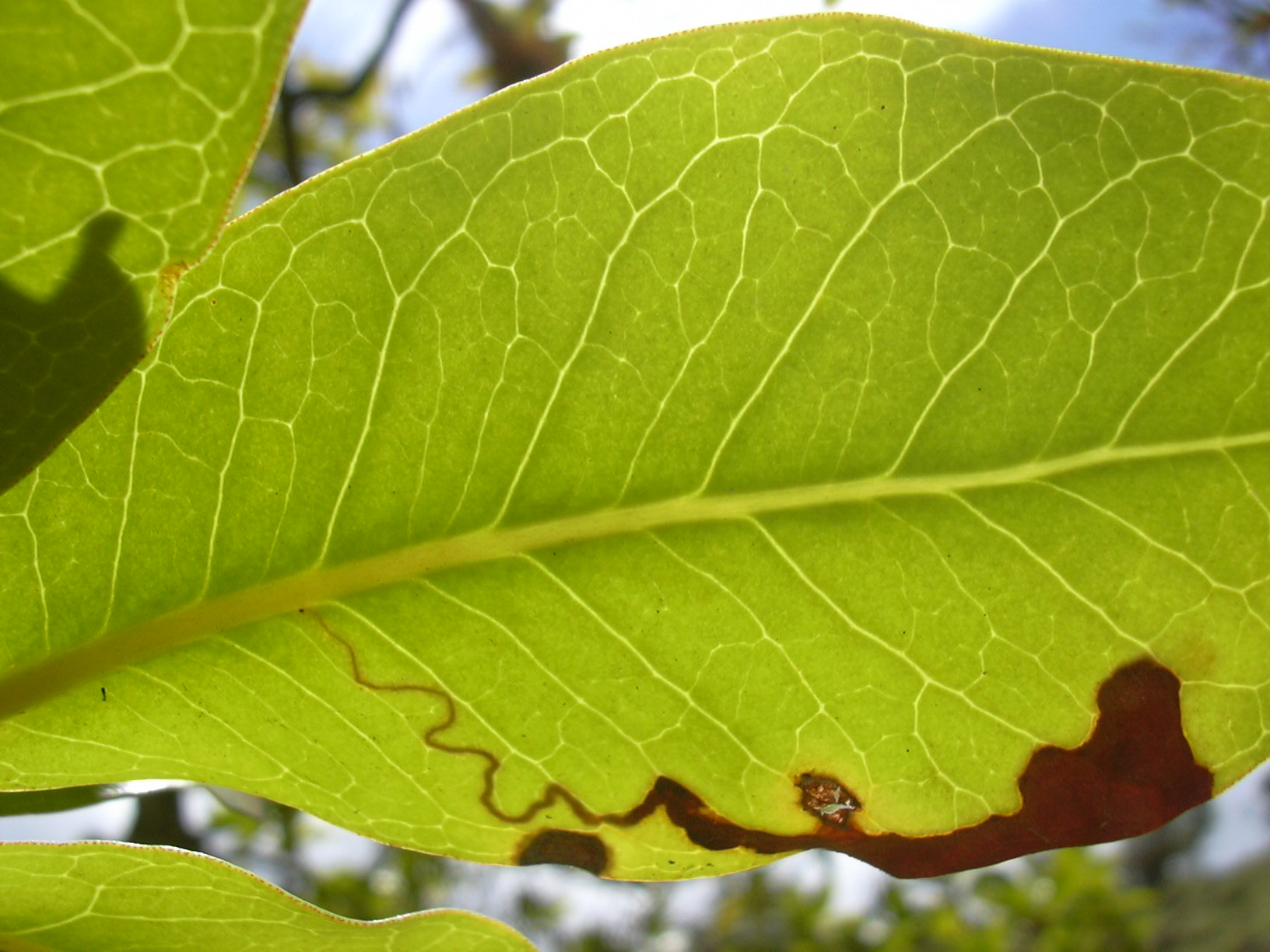
Žilnatina listu Myrsine lanaiensis
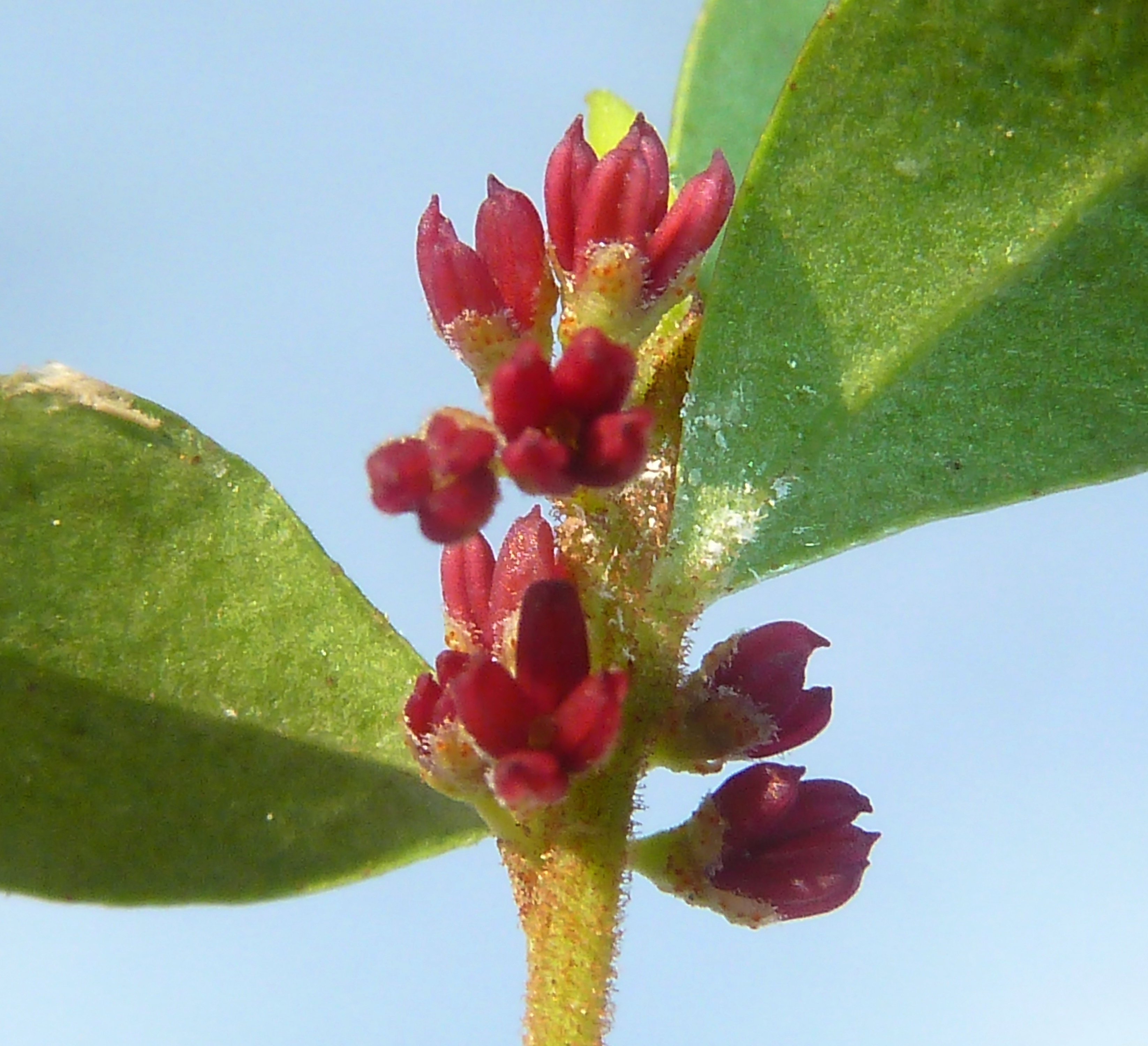
Květenství lacháru afrického (Myrsine africana)
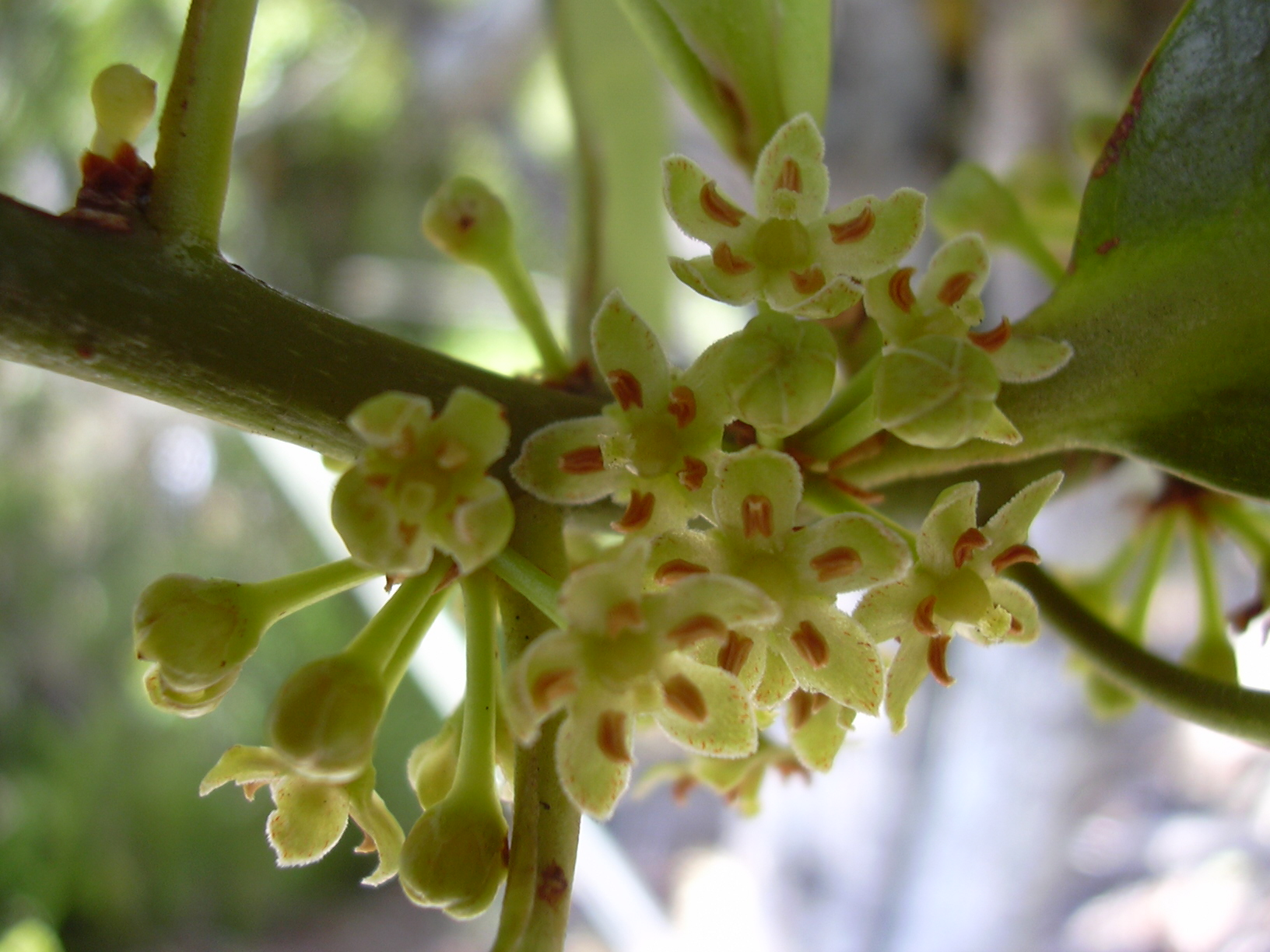
Květenství Myrsine lessertiana
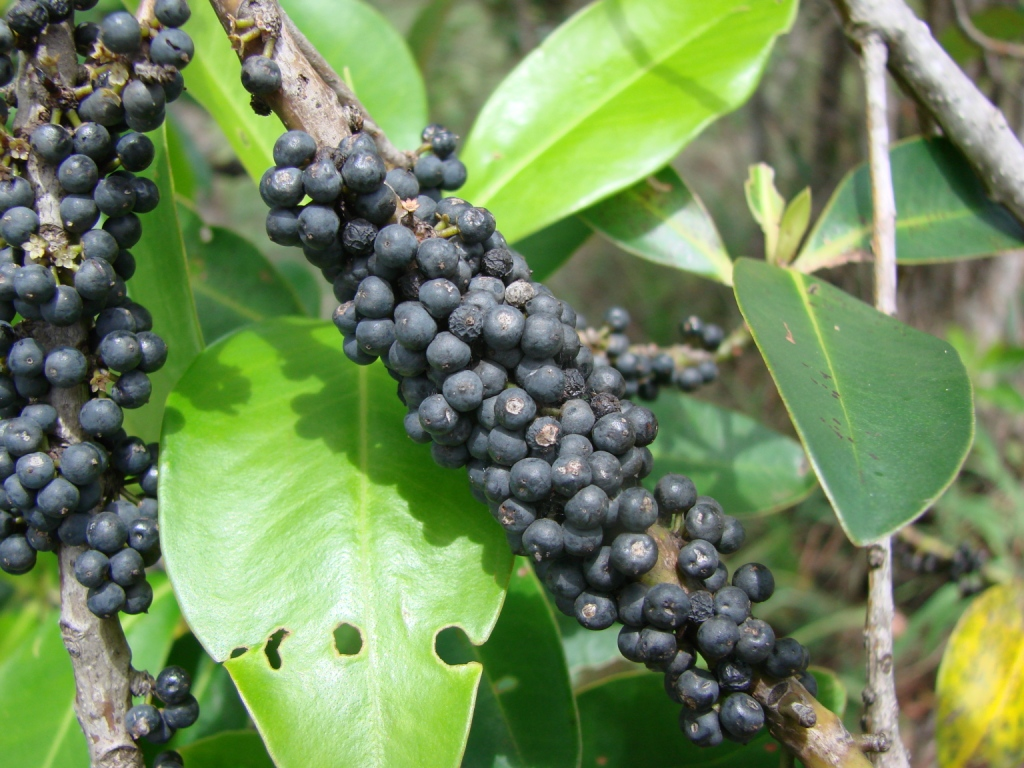
Plodenství Myrsine gardneriana

## Rozšíření
Rod zahrnuje asi 300 druhů. Je rozšířen v tropech celého světa. Některé druhy mají rozsáhlý areál. Ve Starém světě je to druh M. africana, rozšířený od Afriky po Indii a Čínu, v Americe M. coriacea, vyskytující se v oblasti od Mexika po jih Jižní Ameriky. Na evropské pevnině se žádný druh nevyskytuje, druh M. africana však zasahuje na Azorské ostrovy. V USA roste jediný druh, Myrsine floridana (syn. M. cubana), který zasahuje z Karibiku na Floridu. Z Číny je uváděno 12 druhů, z Japonska 2 druhy. Velký počet druhů roste v Tichomoří, zejména na Nové Kaledonii.
Lacháry se vyskytují v celé řadě biotopů od nížinného tropického deštného lesa a přímořských mangrovů po subalpínskou keřovou vegetaci (např. andské páramo), v savanách, poříčních lesích a pod. Největší počet druhů roste na vlhčích stanovištích tropických horských lesů.

## Taxonomie
V tradiční taxonomii byl rod Myrsine řazen spolu s dalšími, víceméně dřevnatými rody do čeledi Myrsinaceae. Ta byla v systému APG III, publikovaném v roce 2009, vřazena na základě výsledků molekulárních studií do široce pojaté čeledi Primulaceae. Do rodu Myrsine byly vřazeny blízce příbuzné rody Rapanea a Suttonia.

## Zástupci
- lachár africký (Myrsine africana)[1]

## Význam

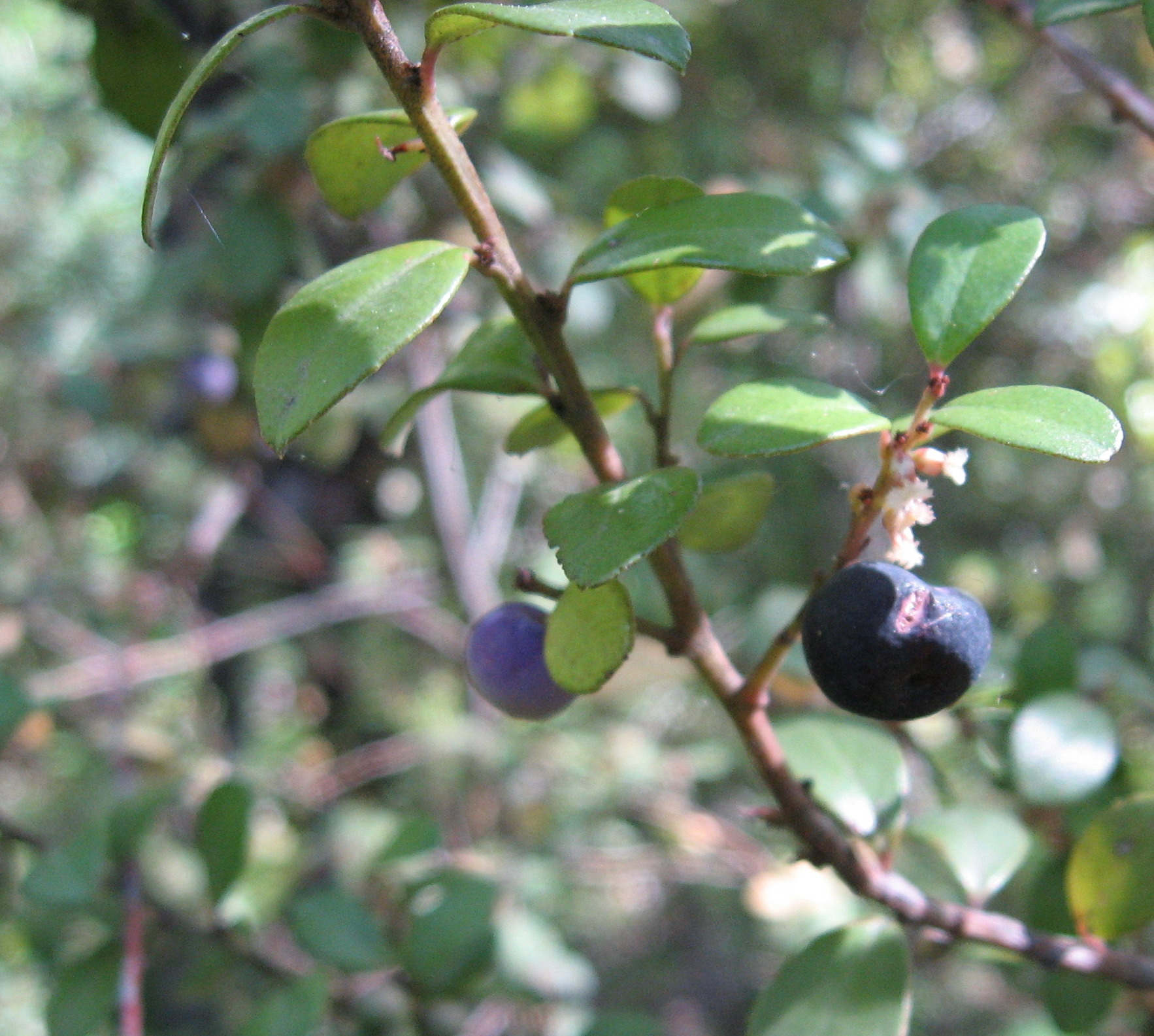
Lachár africký, větévka s plody

Plody lacháru afrického (Myrsine africana) se v Africe i Indii používají proti tasemnicím. V tradiční indické medicíně se rostlina využívá také jako projímadlo a zevně na kožní choroby.
Východoafrické kmeny Masai a Batemi přidávají zelené části rostliny k masu. Má se za to, že je obsažené saponiny chrání před škodlivými účinky převážně masité stravy.
Některé druhy jsou místně těženy pro tvrdé a pevné dřevo, např. M. coriacea a M. guianensis v tropické Americe, M. variabilis v Austrálii, M. melanophloeos v Jižní Africe. Dřevo dobře hoří a používá se jako palivo a k výrobě dřevěného uhlí. Z kůry se získávají třísloviny. Druhy M. guianensis a M. umbellata se vysazují v tropické Americe jak okrasné a pouliční dřeviny a používají se k zalesňování.